# Pigment Red 57:1
Pigment Red 57:1 (systematische Bezeichnung nach dem Colour Index), auch Litholrubin BK oder Rubinpigment BK genannt, ist ein licht- und hitzebeständiges rotes als Calciumsalz verlacktes Azopigment. Es ist eines der mengenmäßig am häufigsten eingesetzten organischen Pigmente.

## Geschichte
Bei der Herstellung von Pigment Red 57:1 wird 3-Hydroxy-2-naphthoesäure als Kupplungskomponente verwendet. Diese Verbindung wurde 1887 von Rudolf Schmitt und E. Burkard beschrieben und ihre Eignung als Kupplungskomponente wurde 1893 durch Stanislaus von Kostanecki gezeigt. 1903 wurde bei der Agfa durch Richard Gley und Otto Siebert Pigment Red 57:1 entdeckt und patentiert. Zunächst wurde das Natriumsalz der Verbindung (Pigment Red 57) hergestellt und beim jeweiligen Verbraucher in das verlackte Calciumsalz oder das Bariumsalz (Pigment Red 57:2, C.I. 15850:2) überführt. Neben dem Calcium- und Bariumsalz wurden gelegentlich auch Mangan- und Strontiumsalze verwendet.

## Synthese
Zur Darstellung von Pigment Red 57:1 wird zunächst 2-Amino-5-methylbenzolsulfonsäure mit Natronlauge gelöst, mit einer Natriumnitrit-Lösung versetzt und durch ansäurern mit Salzsäure diazotiert. Das Diazoniumsalz wird anschließend mit Natriumcarbonat auf 3-Hydroxy-2-naphthoesäure gekuppelt. Das so erhaltene Natriumsalz der Verbindung wird mit Calciumchlorid in das verlackte Pigment überführt.

## Eigenschaften
Koloristisch ergeben die meisten Varianten ein blaustichiges Rot mit hoher Farbstärke. Die Licht- und Wetterbeständigkeit ist nur mäßig, die Beständigkeit gegen organische Lösemittel ist dagegen gut. Die Beständigkeiten gegen Seifen, Basen und Säuren ist unzureichend. Das Pigment ist löslich in heißem Wasser (gelblich roter Farbton) und unlöslich in Ethanol.

## Verwendung
Das Haupteinsatzgebiet sind Druckfarben aller Art, da der Farbton dem Magenta verschiedener Farbskalen entspricht. Im Kunststoffbereich wird C.I. Pigment Red 57:1 für Artikel mit geringen Anforderungen an die Wetterbeständigkeit eingesetzt. Das Pigment wird in PVC-Kabelummantelungen eingesetzt, da es gute dielektrische Eigenschaften aufweist. Im Lackbereich besitzt das Pigment nur untergeordnete Bedeutung, da es eine geringe Licht- und Wetterbeständigkeit aufweist. Es wird aber gelegentlich in Industrielacken eingesetzt.
Es wird Lebensmitteln als Farbstoff zugesetzt und in manchen Lippenpflegestiften verwendet. Litholrubin BK ist als Lebensmittelzusatzstoff der Nummer E 180 für die Färbung des (essbaren) Überzugs von Käse zugelassen (quantum satis). Als Zusatzstoff kann es Pseudoallergien auslösen. Betroffen sind hiervon besonders Menschen die eine Allergie gegen Salicylsäure und ihre Derivate besitzen.
Einige spezielle Typen werden für die Einfärbung von Spezialanwendungen wie etwa Buntstiften eingesetzt.

## Externe Links zu erwähnten Verbindungen
1. ↑  Externe Identifikatoren von bzw. Datenbank-Links zu Litholrubin B:  CAS-Nr.: 5858-81-1, EG-Nr.: 227-497-9, ECHA-InfoCard: 100.024.998, GESTIS: 119138, PubChem: 6093240, ChemSpider: 4805074, Wikidata: Q427230.
2. ↑  Externe Identifikatoren von bzw. Datenbank-Links zu Barium-3-hydroxy-4-[(4-methyl-2-sulphonatophenyl)azo]-2-naphthoat:  CAS-Nr.: 17852-98-1, EG-Nr.: 241-806-4, ECHA-InfoCard: 100.037.991, PubChem: 9577591, ChemSpider: 20157921, Wikidata: Q27281965.
3. ↑  Externe Identifikatoren von bzw. Datenbank-Links zu 2-Amino-5-methylbenzolsulfonsäure:  CAS-Nr.: 88-44-8, EG-Nr.: 201-831-3, ECHA-InfoCard: 100.001.665, GESTIS: 29470, PubChem: 6934, ChemSpider: 6668, Wikidata: Q27277954.